# Stegu Arena
Stegu Arena (dawniej Hala Okrąglak) – hala widowiskowo-sportowa w Opolu, mieszcząca się przy ul. Oleskiej 70. Należy do Miejskiego Ośrodka Sportu i Rekreacji. Istnieje od 1968. Została zmodernizowana w 2017. Mieści do 4.000 widzów. Służy jako sala koncertowa lub hala koszykówki, siatkówki, piłki ręcznej, badmintona i futsalu.

## Historia
Hala Okrąglak została oddana do użytku w 20 lipca 1968 roku, gdy podczas uroczystej sesji wojewódzkiej i miejskiej rady narodowej otwarto nowoczesny, w tamtych czasach, obiekt. Projektantami są Jerzy Gottfried i konstruktor Władysław Feiferek. Hala mieściła do 4 tys. widzów. Projekt hali otrzymał doroczną nagrodę ówczesnego ministra budownictwa. Jej pomysłodawcą był Józef Buziński, ówczesny wojewoda i kibic sportowy. Kiedy później został wojewodą w Olsztynie, zbudował tam identyczną halę "Urania" na podstawie opolskiej dokumentacji. 
W latach 2014–2017 obiekt został zmodernizowany. Hala jest wykorzystywana jest do organizacji imprez rekreacyjnych, sportowych, artystycznych i targowych. W obrębie obiektu znajduje się przestronny i bezpłatny parking.
Od września 2018 r. sponsorem tytularnym hali jest firma Stegu sp. z. o.o., producent okładzin ściennych z Opolszczyzny. 

## Dane techniczne
- Powierzchnia parkietu: 1400 m²
- Wysokość: 16 m
- Oświetlenie: 2500 lux
- Dostępne boiska:
  - boisko do piłki ręcznej (z możliwością rozłożenia wykładziny sportowej Gerflor Teraflex)
  - boisko do halowej piłki nożnej (futsal)
  - boisko meczowe do piłki siatkowej (z możliwością rozłożenia wykładziny sportowej Gerflor Teraflex)
  - 8 boisk do badmintona
  - 1 kort tenisowy
  - 3 boiska do piłki siatkowej (treningowe)
- Zaplecze hali:
  - 4 szatnie z toaletami i natryskami
  - 4 pokoje sędziowskie
  - sala konferencyjna
  - VIP room
  - zaplecze sanitarne, dostosowane do organizacji imprez masowych
  - 2 szatnie dla widzów na odzież wierzchnią

## Najpopularniejsze wydarzenia
- 24 czerwca 1983 – Mecz towarzyski w siatkówce mężczyzn:  Polska –  Stany Zjednoczone – 3:0
- 2 maja 1984 – Mecz towarzyski w siatkówce mężczyzn:  Polska –  Brazylia – 3:0
- 25 czerwca 1985 – Mecz towarzyski w siatkówce mężczyzn:  Polska –  Czechosłowacja – 3:1
- 28 czerwca 1985 – Mecz towarzyski w siatkówce mężczyzn:  Polska –  Jugosławia – 3:0
- 30 czerwca 1985 – Mecz towarzyski w siatkówce mężczyzn:  Polska –  Włochy – 3:0
- 11 marca 1986 – Mecz towarzyski w siatkówce mężczyzn:  Polska –  Francja – 3:1
- 1 sierpnia 1998 – Mecz towarzyski w siatkówce mężczyzn:  Polska –  Stany Zjednoczone – 3:0
- 5 września 1998 – Mecz towarzyski w siatkówce mężczyzn:  Polska –  Ukraina – 3:0
- 24 lipca 1999 – Eliminacje do mistrzostw Europy mężczyzn 1999:  Polska –  Grecja – 3:0
- 23 maja 2000 – Eliminacje do mistrzostw Europy mężczyzn 2001:  Polska –  Bułgaria – 3:0
- 24 maja 2000 – Eliminacje do mistrzostw Europy mężczyzn 2001:  Polska –  Izrael – 3:0
- 25 maja 2000 – Eliminacje do mistrzostw Europy mężczyzn 2001:  Polska –  Belgia – 3:0
- 2000-2003 – domowe mecze siatkarskiej Ligi Mistrzów Mostostalu-Azoty Kędzierzyn-Koźle
- 24 sierpnia 2001 – Eliminacje do mistrzostw świata kobiet 2002:  Polska –  Łotwa – 3:0
- 25 sierpnia 2001 – Eliminacje do mistrzostw świata kobiet 2002:  Polska –  Jugosławia – 3:0
- 26 sierpnia 2001 – Eliminacje do mistrzostw świata kobiet 2002:  Polska –  Słowenia – 3:0
- 16 września 2002 – Mecz towarzyski w siatkówce mężczyzn:  Polska –  Hiszpania – 1:3
- 23 listopada 2002 – Gala Boksu Zawodowego (walka o pas IBF Inter-Continental junior ciężkiej:  Krzysztof Włodarczyk –  Ismail Abdoul)
- 28 czerwca 2003 – Gala Boksu Zawodowego (walka o pas Polish International junior ciężkiej:  Krzysztof Włodarczyk –  Roberto Coehlo)
- 2002-2005 – domowe mecze ligi futsalowej Agry Marios Opole
- 13 grudnia 2003 – Gala Boksu Zawodowego (walka o pas WBC junior ciężkiej:  Krzysztof Włodarczyk –  Sarhej Karanewicz)
- 25 września 2004 – Gala Boksu Zawodowego (walka o pas WBC junior ciężkiej:  Krzysztof Włodarczyk –  Joseph Marwa)
- 10-13 listopada 2005 – Maraton Kabaretowy u udziałem m.in. Kabaretu Rak
- od 2017 roku – domowe mecze Gwardii Opole
- od 2017 roku – domowe mecze koszykówki Weegree AZS Politechniki Opolskiej
- od 2017 roku – domowe mecze siatkówki kobiet UNI Opole
- od 2017 roku – domowe mecze futsalowej Odry Opole
- 9 września 2017 – koncert Orkiestry Złotych Przebojów
- 13 października 2017 – koncert Filharmonii Opolskiej „Gustaw Holst PLANETY”
- 12-14 grudnia 2017 – Mecze grupy A klubowych mistrzostw świata w piłce siatkowej mężczyzn 2017
- 3 marca 2018 – Gala MMA Soul FC
- 10 marca 2018 – Mini Mundial Skrzata
- 12 marca 2018 – Gala Stypendystów UM Opola
- 19 marca 2018 – Akademickie Mistrzostwa Polski w badmintonie
- 4 kwietnia 2018 – XXXV Mistrzostwa Polski Strażaków w Piłce Siatkowej
- 13 kwietnia 2018 – Festiwal Kariery Z talentem w przyszłość
- 28-29 kwietnia 2018 – Final Four Pucharu Polski 2017/2018
- 5 maja 2018 – Road to GGL2018
- 21 maja 2018 – Mecz towarzyski w siatkówce mężczyzn:  Polska –  Kanada – 3:2
- 26 maja 2018 – Puchar Polski w darcie
- 31 maja-3 czerwca 2018 – Akademickie Mistrzostwa Polski w Piłce Ręcznej Kobiet i Mężczyzn
- 16 czerwca 2018 – Mistrzostwa Polski w karate
- 10 listopada 2019 - Narodowy Balet Gruzji Sukhishvili
- 19 grudnia 2019 - Narodowy Balet Kijowski "Dziadek do orzechów"
- 29 kwietnia 2021 Eleminacje do Mistrzostw Europy 2022 piłka ręczna

mężczyzn  Polska –  Słowenia 27–26
- 6 marca 2022 - Państwowy Akademicki Ansambl Gruzji Rustavi
- 19 listopada 2022 - charytatywny koncert finałowy Banku Talentów - 50 lat działalności Krzesimira Dębskiego
- 27 lutego 2023 - koncert Lords of the Sound: The Music of Hans Zimmer
- 27 marca 2023 - Ukrainian Ballet Theater "Notre Dame de Paris"
- Międzynarodowa Wystawa Psów Rasowych
- Międzynarodowa Wystawa Kotów
- Targi Motoryzacyjne
- Targi Budownictwa "MÓJ DOM"
- Mistrzostwa Województwa Opolskiego w siatkówce
- Halowe Mistrzostwa Opola w piłce nożnej
- Uczniowski turniej futsalu "Biała Zima"

## Planowane wydarzenia
- 12 lutego 2024 - koncert Harry Potter Symfonicznie
- 1 marca 2024 - koncert Muzyki Filmowej i Epickiej Visual Concert
- 26 kwietnia 2024 - pokaz amerykańskiej drużyny koszykarskiej Harlem Globetrotters
- 20 września 2024 - Please, Stand-up! z Łukaszem Lodkowskim, Piotrem Szulowskim, Michałem Leją i Joanną Jędrzejczyk
- 28 września 2024 - koncert Tribute to Bee Gees